# Pom (striptekenaar)
Pom, pseudoniem van Jozef Van Hove (Berchem, 16 november 1919 – Olen, 2 mei 2014), was een Belgisch tekenaar en scenarist bekend van de stripreeks Piet Pienter en Bert Bibber.

## Biografie

### Jeugd
Als kind was hij verzot op strips en hij begon ze na te tekenen. Vooral De avonturen van Kuifje vormde voor hem een bron van inspiratie, zijn familie had namelijk een abonnement op Le Vingtième Siècle, ondanks het feit dat ze heel Vlaamsgezind waren. In 1940 diende hij als soldaat in het Belgisch leger. Na de overgave aan Duitsland ging hij als arbeidsvrijwilliger bij Blaupunkt in Berlijn werken. Daar haalde hij in 1944 het diploma van technisch ingenieur, met als specialisatie hoogfrequentie en radiotechniek. Na de Duitse nederlaag keerde hij terug naar België. Daar werd zijn ingenieursdiploma niet erkend en werd hij voor zijn collaboratie veroordeeld tot een celstraf van 1 jaar.

### Tekencarrière
Na zijn vrijlating besloot hij om een carrière als striptekenaar uit te bouwen. In zijn strips speelt techniek een belangrijke rol.
Hij begon in 1950 als illustrator voor de Antwerpse krant Het Handelsblad. Daar tekende hij de Week in krabbels, een getekend weekoverzicht.
In 1951 startte dit dagblad met een dagelijkse strip. Pom kreeg de kans om zijn eerste Piet Pienter en Bert Bibber-avontuur op papier te zetten. Het werd Het vredeswapen. Nog acht andere verhalen zouden volgen.
Omdat hij bij uitgeverij De Vlijt een betere toekomst zag (deze bracht ook albums uit), stapte Pom in 1955 over naar Gazet van Antwerpen. Zijn eerste verhaal voor deze krant heette In het spoor van Sherlock Holmes en werd datzelfde jaar door uitgeverij De Vlijt in album uitgegeven.
Voor Uitgeverij De Vlijt tekende Pom 43 albums. Na een kleine zijsprong via Keesing in 1993 met het album Vakantie in Pandorra belandde hij in 1995 bij de Standaard Uitgeverij. Daar verscheen het 45ste en laatste avontuur in de reeks, Susan bij de Knobbelgilde. De Standaard Uitgeverij is toen ook begonnen met het herdrukken van alle albums van de reeks. 
De laatste jaren was Pom intensief bezig met het herwerken van al zijn verhalen voor de herdrukken. Op zijn verzoek is de reeks bij Standaard Uitgeverij niet ingekleurd. Hij stelde ook zijn veto tegen het herdrukken van de verhalen uit Het Handelsblad, tot wanneer zijn eerste verhalen konden uitgegeven worden via de Dageraad/Magnum. Het derde verhaal verscheen in het mini-album (A5) uitgegeven door vzw spirit.
Later stopte hij met tekenen en leefde als een kluizenaar in de bossen van Nijlen.  Hij hield zich alleen nog bezig met zijn hobby, de elektrotechniek. Hij was als een van de weinige Vlamingen geabonneerd op Grenz-Echo, de enige Duitstalige Belgische krant.
Pom overleed in 2014 op 94-jarige leeftijd in een Olens rusthuis waar hij de laatste maand van zijn leven opgenomen was. Hij werd in intieme familiekring begraven in Nijlen.

## Tekenstijl
Poms technische opleiding speelde een sterke rol in vele van zijn verhalen. Ook was hij erg goed in het tekenen van bewegingen, zoals auto's die opveren wanneer ze een scherpe bocht nemen. In een interview met De Morgen in 2011 vertelde hij dat hij in het begin sterk werd beïnvloed door de zgn. Klare lijn van Hergé en ook enorm veel geleerd heeft van Franquin. Aan Vlaamse kant kon hij heel goed overweg met Jef Nys.
Poms schoonbroer was directeur bij Agfa-Gevaert en bezorgde hem steeds fotopapier zonder gevoelige laag. Op dit papier kon hij met zijn tekenpen goed zwieren, terwijl hij de fouten er gemakkelijk kon afschrapen. Hiermee heeft hij 45 jaar gewerkt, totdat hij stopte met tekenen in 1995. Het fotopapier was ondertussen niet meer beschikbaar. Zijn laatste wapenfeit was Piet, Bert en Susan een kleine cameo te laten spelen in het album De valse Basuras van Harry Humus van Danny De Haes, met als excuus dat bij de drukker de stroken door elkaar waren geraakt. De facto is dit het laatste wat Pom ooit heeft gepubliceerd.

## Media
Pom had een aversie van aandacht, temeer omdat hij zelf steeds zei, dat er over hem niets te vertellen valt. In de weinige interviews die hij heeft gegeven zei hij steeds dat hij wel in het theater was gegaan als hij aandacht had gewenst. Hij heeft in dit verband nooit een signeersessie gegeven en weigerde onder andere een stripmuur in Antwerpen en een standbeeld in Nijlen van zijn stripfiguren. Ondanks zijn reputatie een nors iemand te zijn vertelden interviewers steeds dat hij als een warme mens overkwam die gewoon graag op zichzelf was. Ik ben een Einzelgänger, zei hij in 2011 aan De Morgen.
Hieronder is een lijst met de weinige interviews die hij ooit gaf.
- In 1978 interviewde student Walter Mariën hem voor zijn licentiaatsthesis Germaanse Filologie Piet Pienter en Bert Bibber: analyse van een stripverhaal. Daarmee was hij waarschijnlijk de eerste die Pom strikte voor een interview.
- In 1981 verscheen er een themanummer van de CISO-stripgids naar aanleiding van 30 jaar Piet Pienter en Bert Bibber.
- Ook in 1981 publiceerde Gazet van Antwerpen een interview met Pom, eveneens naar aanleiding van de 30ste verjaardag van Piet Pienter en Bert Bibber. In 1989 publiceerde diezelfde krant een klein artikel met beperkt gesprek naar aanleiding van zijn 70ste verjaardag en de publicatie van Intermezzo in Hamaj'Oewait als vervolgstrip. Op 11 juni 2006 verscheen er een interview met Pom in de weekendbijlage van Gazet van Antwerpen. Deze drie interviews werden afgenomen door journalist Edgard Ernalsteen (het laatste met medewerking van journaliste Kristin Matthijssen), die een van de weinige vertrouwelingen van Pom was.
- In 2002 publiceerde Brabant Strip een themanummer van hun ledenmagazine rond Pom. Er werd geen interview gepubliceerd, maar twee vertrouwelingen van Pom vertelden over hun ervaringen met de man.
- Op 14 november 2009 verscheen een lang interview in Het Belang van Limburg en Gazet van Antwerpen. Het interview, door journalist Jan Bex, werd afgenomen bij hem thuis in Nijlen. De titel ervan was typisch voor de ironie van Pom: Oud zal ik wel niet worden. Enkele dagen na de publicatie werd Pom 90 jaar.
- Naar aanleiding van zijn 91ste verjaardag in 2010 verscheen een interview met hem in Gazet van Antwerpen, afgenomen door Nijlenaar Tom Vets. Dit werd in 2011 gevolgd door een interview in het weekblad Humo en De Morgen door Geert De Weyer, stripspecialist van deze krant.

## Trivia
- In 2005 eindigde hij op nr. 361 in de Vlaamse versie van De Grootste Belg, buiten de officiële nominatielijst.
- Poms ingenieursstudies sijpelen regelmatig door in zijn strips: als er wiskundige formules in staan, zijn deze meestal juist.